# مروخ‌لو
مروخ‌لو (به لاتین: Moruxlu) یک منطقه مسکونی در جمهوری آذربایجان است که در شهرستان گدابیگ واقع شده است. مروخ‌لو ۹۰۲ نفر جمعیت دارد.